# هرم‌سنگ یادبود نمسیس
هرم‌سنگ یادبود نمسیس (ارمنی: «Նեմեսիս» հուշաղբյուր-կոթող) به قهرمانی که عملیات نمسیس را در سال ۱۹۱۹ برنامه‌ریزی و اجرا نمودند تقدیم شده‌است. این سازه در روز ۲۵ آوریل ۲۰۲۳ در پارک دایره‌ای، ایروان رونمایی شد.
اسامی سوقومون تهلیریان، آرام یرگانیان، آرشاویر شیراکیان، پطروس تر-بوغوسیان, آراتاشس گئورگیان، میساک تورلاکیان، استپان تساغیکیان, هاکوپ ملکومیان، یرواند فوندوکیان, آرمن گارو، گریگور مرجانوف, آوتیک ایساهاکیان، آرشاک یزدانیان, آرا سارگسیان، هراچ پاپازیان, شاهان ناتالی بر روی این بنا حکاکی شده‌است.

## یادداشت
1. ↑  Petros Ter-Poghosyan
2. ↑  Artashes Gevorgyan
3. ↑  Stepan Tsaghikyan
4. ↑  Yervand Fundukyan
5. ↑  Grigor Merjanov
6. ↑  Arshak Yezdanyan
7. ↑  Hrach Papazyan